# Mount Underwood
Mount Underwood är ett berg i Antarktis. Det ligger i Östantarktis. Australien gör anspråk på området. Toppen på Mount Underwood är 918 meter över havet.
Terrängen runt Mount Underwood är platt åt nordväst, men åt sydost är den kuperad. Trakten är obefolkad. Det finns inga samhällen i närheten.